# Stenopterygia tenebrosa
Stenopterygia tenebrosa är en fjärilsart som beskrevs av George Francis Hampson 1908. Stenopterygia tenebrosa ingår i släktet Stenopterygia och familjen nattflyn. Inga underarter finns listade i Catalogue of Life.